# 桑塔：半精靈英雄
《桑塔：半精靈英雄》（又译作）是一款由WayForward Technologies開發的平台動作遊戲，2016年12月20日於Windows、PlayStation 4、PlayStation Vita、Wii U、Xbox One等平台同步發售，2017年7月於任天堂Switch平台發售。本作是《桑塔》系列的第四作，前作是《桑塔與海盜的詛咒》。本作也是首次針對高畫質遊戲平台進行開發。
遊戲最初透過Kickstarter網站舉行募資活動，2013年10月募資結束並成功達成目標金額。之後WayForward仍透過官網接受玩家的Paypal捐款，直到2014年12月累積募資金額已超過90萬美金。
第一個擴展包「海盜女王的任務」（Pirate Queen's Quest）於2017年8月29日推出，玩家可操作桑塔的宿敵Risky Boots來進行冒險。

## 系統
如同系列前作，玩家操作半精靈桑塔，揮舞其頭髮來擊敗敵人。遊戲中桑塔可學到一些舞蹈動作讓她能變身成各種動物型態，每種型態都擁有專屬能力，流程中還能升級這些能力。除了系列前作中曾出現過的猴子、大象、人魚型態以外，本作也加入了多種新型態，例如蝙蝠型態可長距離飛行、螃蟹型態可在水中移動、老鼠型態可爬進特殊小通道...等等。遊戲地圖分為多個場景關卡，關卡都可以重複探索，隨著流程進展可能有機會取得新道具或開啟支線任務。本作中魔力值再度回歸，桑塔可消耗魔力來施展魔法，不再像前作《桑塔與海盜的詛咒》一樣需要消耗道具才能使用類似魔法的效果。
本作畫面製作更加高解析度化，結合2D矢量圖的人物與3D建模背景的形式，不同於前幾作以像素點陣圖為主的風格。

## 開發
2013年9月初WayForward Technologies首次揭露本作的消息，作為首款以家用主機在內的多平台為開發目標的系列作，並與前作《桑塔與海盜的詛咒》一樣由Inti Creates負責美術設定，人設同樣由矢部誠（KOU）擔任。
同時製作組在Kickstarter網站展開募資活動，目標是籌得40萬美金，直到2013年10月4日活動截止時累積金額已超過80萬美金（包含Paypal管道的捐款），比原訂目標高出一倍。募資結束後WayForward仍繼續在官網上接受Paypal管道的捐款，直到2014年12月16日為止累積金額已接近95萬美金。
最初在募資時製作組將遊戲發售日訂在2014年10月，但由於後續募款資金的增加以及募資活動承諾的多項開發目標，因此不得不宣布延期發售。2016年11月製作組宣布遊戲開發完成。

## 備註
1. ↑  僅負責發售PlayStation 4、PlayStation Vita和Wii U平台的實體版本

## 外部連結
- 官方网站（英文）